# Physetica longstaffii
Physetica longstaffii là một loài bướm đêm trong họ Noctuidae.